# Vice (журнал)

Vice (Вайс) — американский молодёжный лайфстайл-журнал. Издаётся ежемесячно. Издатель журнала — Vice Media.

## Содержание и идеология
Журнал занимается преимущественно вопросами современной молодёжной субкультуры, публикует проблемные статьи по таким тематикам, как секс, наркотики, насилие, международные и национальные политические и социальные конфликты. Основная аудитория его, по собственному определению журнала — это «критически мыслящие, беспокойные и интеллектуально подготовленные жители мегаполисов в возрасте от 12 до 20 лет».
Общий тираж — 900 000 экземпляров, из них 80 000 — в Великобритании. Главный редактор — Энди Каппер.
Vice не продаётся и не распространяется через обычную сеть по торговле СМИ. Этот журнал распространяется через различные заведения «лайфстайл-индустрии» — от парикмахерских салонов и модных бутиков до магазинов CD/DVD. Основным источником финансирования издания являются рекламные объявления. Кроме самого журнала, издательской группе Vice принадлежат также студия записи Vice Records (музыка), Vice Books (издательство), VBS.tv (интернет-телевидение), Vice Film (киностудия), агентство Virtue (маркетинг и дизайн).
Главная редакция журнала расположена в Нью-Йорке.

## История
Журнал Vice впервые вышел в Монреале в 1994 году и был основан тремя безработными друзьями — Шейном Смитом, Сурушем Алви и Гэвином Макиннесом — как издание молодёжной фан-субкультуры под названием Voice of Montreal. С самого начала он пользовался финансовой поддержкой канадского правительства — как часть проекта по созданию рабочих мест и стимулированию трудовой инициативы. В 1996 году редакторы журнала выкупили на него права у первого издателя Voice of Montreal, Аликс Лоран, и стали полностью независимы, после чего переименовали его в Vice. В целях улучшения рекламного положения среди фирм-продавщиц модной молодёжной одежды, главная редакция в 2002 году переехала в Нью-Йорк.
Журнал Vice издаётся и распространяется в 27 странах мира, в том числе в США, Канаде, Австралии, Великобритании, Южной Африке, Германии, Японии, Новой Зеландии, России, Франции, Бельгии, Болгарии, Италии, Испании, Нидерландах, Швеции, Дании, Исландии, Норвегии, Австрии, Польше, Португалии, Финляндии, Бразилии, Чехии, Мексике и др.

## Факты
Известные канадские мультипликаторы, номинанты на «Оскар-2007» Мацек Щербовски и Крис Лавис, десять лет были сотрудниками журнала и вели в нём комикс «The Untold Tales of Yuri Gagarin».